# ساب 95

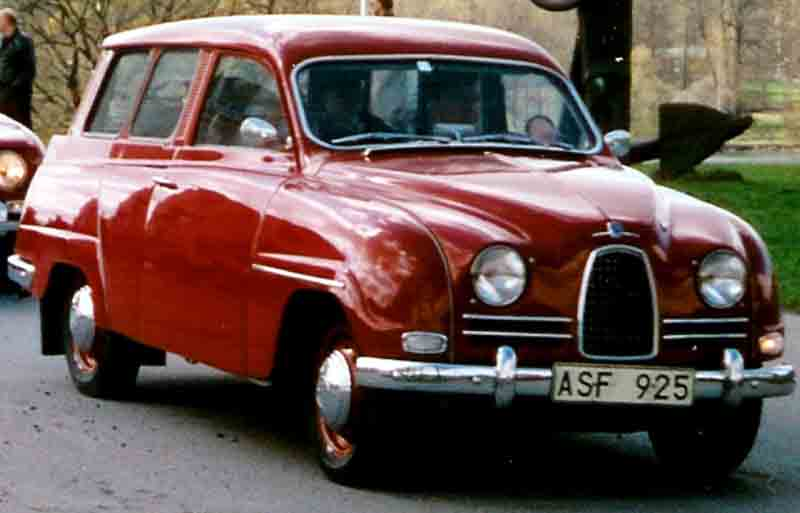
ساب 95 دي لوكس 1961

ساب 95 هي عربة ستيشن واغن ذات سبعة مقاعد وبابين والتي أنتجتها ساب من 1959 إلى 1978.
في البداية كانت ساب 95 مأخوذة عن ساب 93 سيدان، ولكن تطور النموذج على مدار السنين تبع تطوير ساب 96 بعد طرح 93 من السوق في عام 1960. تم تقديم السيارة في عام 1959، ولكن لأن 40 فقط تم تصنيعها في عام 1959، غالبًا ما يقال أن الإنتاج قد بدأ في عام 1960.
كان المحرك الأول عبارة عن محرك شوطين 841 سم مكعب ذو ثلاث أسطوانات، ولكن من عام 1967 فصاعدًا، أصبح متاحًا بنفس محرك فورد تاونوس V4 رباعي الأشواط كما هو مستخدم في ساب 96 و ساب سونيت V4 و سونيت III وفورد تاونوس الألمانية.
كان لديها ناقل حركة يدوي رباعي السرعات. وكان هناك مقبض صغير، والذي عند الضغط عليه، يضع السيارة في وضع «حرية الحركة». سمح ذلك للسائق بالهبوط على المنحدر دون توقف المحرك ثنائي الشوط، ولكن عندما تكون هناك حاجة إلى الطاقة، فإن ناقل الحركة سوف يشتغل ويمكن للسائق تشغيل السيارة أعلى التل مرة أخرى. نظرًا لاستخدام ساب 95 علبة التروس ذات الأربع سرعات قبل ساب 96 (التي لا تزال تحتوي على وحدة السرعات الثلاث القديمة)، فقد تم استخدامها أيضًا في الرالي.

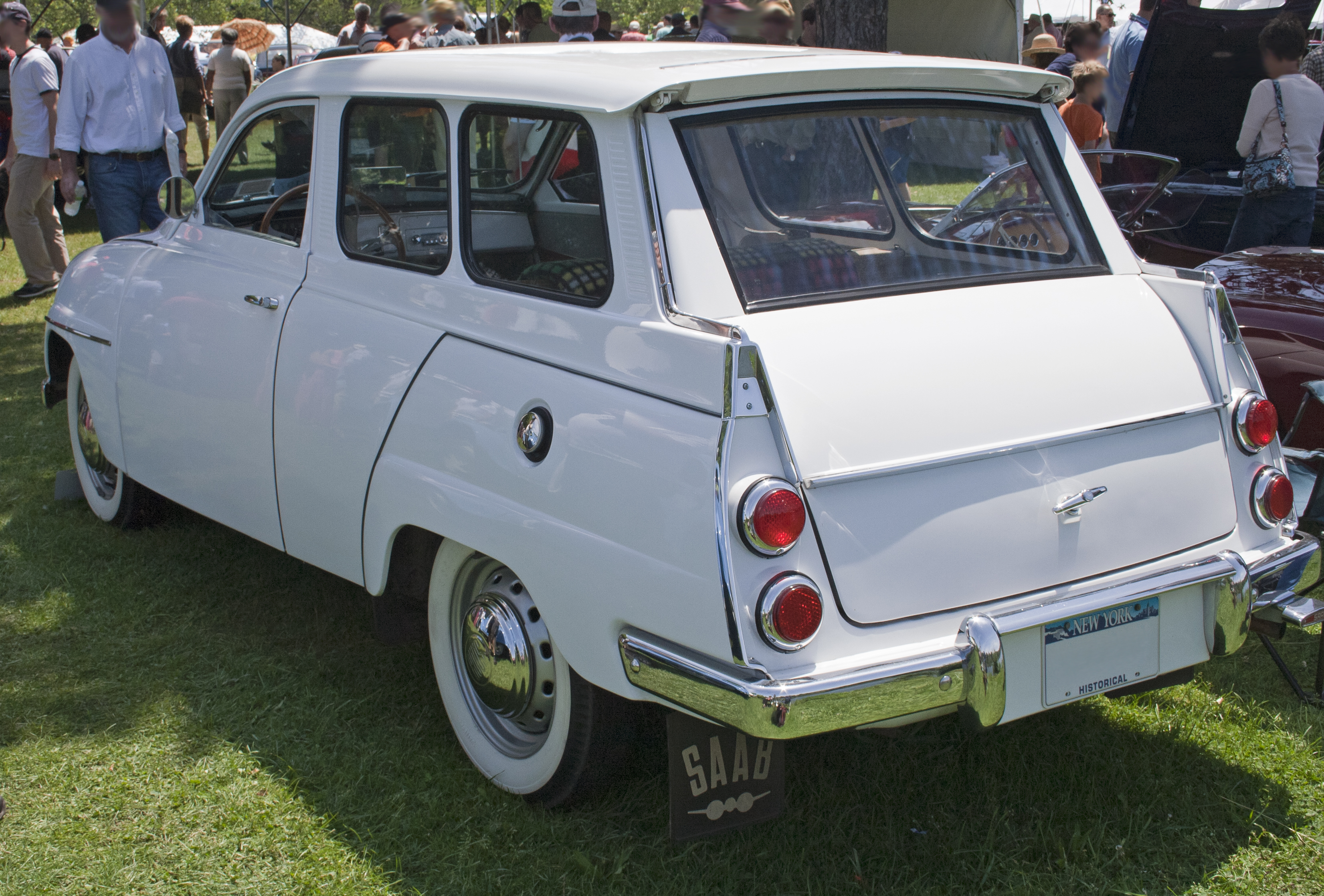
ساب 95 طراز 1963 من الخلف

في الولايات المتحدة، حصلت ساب 95 على V4 أكبر بحجم 1.7 لتر لطراز عام 1971، كاستجابة للوائح الانبعاثات الأكثر صرامة. تم تخفيض نسبة الانضغاط إلى 8.0: 1 ، مما يعني أن الطاقة ظلت 73 حصان (54 كيلو واط). ظلت سيارات ساب 95 و 96 معروضة للبيع في الولايات المتحدة حتى عام 1973.
تم إسقاط المقعد القابل للطي المواجه للخلف مع طراز عام 1976، مما جعلها سيارة عادية ذات خمسة مقاعد. انتهى الإنتاج في عام 1978 (عندما تم بناء 470 نموذجًا فقط). تم صنع 110527 سيارة.
بالنسبة لأسواق معينة (النرويج والدنمارك)، كانت هناك طراز شاحنة توصيل خاصة للتصدير متوفرة بدون مقعد خلفي ونوافذ جانبية خلفية.

## روابط خارجية
- ساب 95
- متحف ساب